# Осаму Ватанабе
Осаму Ватанабе (јап. 渡辺 長武; Васаму, Хокаидо 21. октобар 1940 — Токио, 1. октобар 2022) био је јапански рвач слободним стилом (до 63 кг), почетком 1960-их година.
Сматра се да је најуспешнији рвач слободним стилом. Ватанабе је победио на Светском првенству 1962, затим је исте године био први на Азијским играма, следеће године поново први на светском првенству, да би све крунисао златном медаљом на Летњим олимпијским играма 1964. у Токију. У том периоду победио је 187 пута, од чега 186 пута у непрекидном низу без иједног пораза.
Током такмичења на Олимпијским играма 1964. није изгубио ниједан поен и до златне медаље је дошао победом у шест мечева за укуно десет минута
проведених на струњачи. Ватанабе није био изузетно снажан, али је био изузетно брз, а његова техника је била апсолутно супериорна.
После Игара Ватанабе се повукао из такмичарског спорта, што је такође допринело да остане једини непоражени олимпијски победник у рвању са јединственим билансом 186 : 0.